# Малишев Володимир Степанович
Ма́лишев Володи́мир Степа́нович (26 липня 1950, м.Донецьк) — генерал-полковник міліції України, Народний депутат України V, VI, VII скликань від Партії регіонів (2006—2014 рр.), кандидат юридичних наук (2013), Заслужений юрист України (1997 р.), член НСЖУ (з 2002 р.).

## Біографія
Народився 26 липня 1950 року Донецьку у сім'ї металурга та домогосподарки. 

## Освіта
44 школа Ленінського району м. Донецька  з 1957 по 1965 рік
45 школа Ленінського району м. Донецька з 1965 по 1967 рік.
У 1974 році закінчив вечірнє відділення Донецького металургійного технікумуза спеціальністю «Технік-металург».
З 1975 по 1980 рік навчався у Харківському юридичному інституті, спеціальність: «Правознавство»; кваліфікація: юрист.
З 1989 по 1991 рік навчався в Академії МВС СРСР, спеціальність: «Організація управління у сфері правопорядку», кваліфікація: юрист-організатор.

## Трудова діяльність
З 1967 по 1969 рік — слюсар цеху металевих конструкцій Донецького металургійного заводу.
З 1971 по 1975 рік — старший контролер відділу технічної якості мартенівського цеху Донецького металургійного заводу.
З березня 2005 по травень 2006 року обіймав посаду директора департаменту з безпеки АТ «Систем Кепітал Менеджмент»

## Служба в збройних силах та органах захисту правопорядку
- З листопада 1969 по листопад 1971 рік — служба у Групі радянських військ в Німеччині

### УВС Донецька
- 05.1975 — 06.1976 — дільничний інспектор міліції Куйбишевського райвідділу внутрішніх справ м. Донецька. Перший вчитель — Дмитро Єгорович Баличевцев.
- 06.1976 — 10.1978 — інспектор з профілактичної служби ОКР Куйбишевського РВВС (районний відділ внутрішних справ) м. Донецька
- 10.1978 — 02.1980 — слідчий слідчого відділу Куйбишевського РВВС м. Донецька
- 02.1980 — 11.1983 — заступник начальника Куйбишевського РВВС м. Донецька
- 02.1984 — 04.1984 — начальник Калінінського РВВС м. Донецька
- 04.1984 — 03.1988 — начальник Куйбишевського РВВС м. Донецька
- 03.1988 — 08.1989 — заступник начальника УВС (управління внутрішних справ) Донецького міськвиконкому
- 01.1991 — 03.1994 — начальник Калінінського РВВС м. Донецька

### Суддя
- 04.1994 — звільнений з МВС України у зв'язку з обранням суддею Калінінського районного суду м. Донецька
- 04.1994 — 05.1995 суддя Калінінського районного суду м. Донецька

### МВС України
- 05.1995 — 06.1998 — заступник начальника Управління — начальник слідчого управління МВС України в Донецькій області
- 06.1998 — 05.2000 — перший заступник начальника, начальник УБОЗ УМВС України в Донецькій області.
- 05.2000 — 01.2005 — начальник УМВС України в Донецькій області.[5]

## Політика
Депутат Донецької обласної ради (03.2002 — 04.2006), член Комісії з питань економічної політики, бюджету і фінансів
06.2006 — 11.2007 роки — народний депутат Верховної Ради України 5-го скликання (від Партії регіонів, № 64 у списку). Член Комітету з питань законодавчого забезпечення правоохоронної діяльності (з 07.2006)
З 11.2007 року — народний депутат Верховної Ради України 6-го скликання (від Партії регіонів, № 64 у списку) Комітету з питань законодавчого забезпечення правоохоронної діяльності (з 12.2007), голова підкомітету з питань законодавчого забезпечення і парламентського контролю за діяльністю органів внутрішніх справ та інших правоохоронних органів (з 01.2008).
З листопада 2012 по 27 листопада 2014 роки — народний депутат Верховної Ради України VII скликання (№ 62 у партійному списку Партії Регіонів України) Комітету з питань законодавчого забезпечення правоохоронної діяльності (з 12.2007), голова підкомітету з питань законодавчого забезпечення і парламентського контролю за діяльністю органів внутрішніх справ та інших правоохоронних органів.

## Законодавча діяльність

### Автор законів України
- «Про внесення змін до Кримінального кодексу України щодо введення відповідальності за незаконні дії стосовно отруйних чи сильнодіючих лікарських засобів», прийнятий в 5.04.2007 р. Основна мета закону — введення кримінальної відповідальності за незаконні дії з отруйними та сильнодіючими лікарськими засобами, у тому числі з отруйним лікарським засобом «Трамадол».
- «Про внесення змін до Кодексу України про адміністративні правопорушення (щодо кваліфікації злочинів та правопорушень)», ухвалений як Закон України 4 червня 2009 р. Основна мета — зниження мінімальної вартості майна, за крадіжку якого настає кримінальна відповідальність.
- «Про внесення змін до Закону України „Про міліцію“ щодо вдосконалення соціального захисту працівників міліції», прийнятий 18 березня 2009 року. Метою прийняття даного закону є збереження досягнутого рівня соціального захисту працівників міліції, запобігання спроб перепрофілювати заклади охорони здоров'я, підпорядковані в даний час МВС України, що загрожувало б їх розбазарюванню і втратою.
- "Про внесення змін до статей 155,156 Кримінального кодексу України (щодо розбещення неповнолітніх), прийнятий у 25.09.2008 р.
- "Про внесення змін до статей 304 та 323 Кримінального Кодексу України (щодо посилення відповідальності за злочини проти сім'ї та дітей), прийнятий у 01.10.08 р.
- «Про внесення змін до Закону України „Про застосування амністії в Україні“, прийнятий 02.06.2011. Вступив у законну силу з 01.01.2012 року. Прийняття Закону у новій редакції сприяло утвердженню дійсно гуманних засад у суспільстві і в той же час унеможливлює застосування амністії до осіб, засуджених за вчинення тяжких або особливо тяжких злочинів.

## Творчий доробок
Співавтор книжок: «Історія Донецької міліції» (2000), «Анатомія зла» (2001), «Кар'єра жертви» (2002), «Легенда донецького футболу» (2006 рік)

## Сім'я
Одружений, має 2 дітей

## Нагороди
- Орден «За Заслуги» III ступеня (03 липня 2002 р.)[6]
- Орден «За Заслуги» II ступеня (26 липня 2010 р.)[7]
- Орден преподобного Іллі Муромця 2 ступеня (2002 рік)
- Орден преподобного Нестора Літописця 2 ступеня (2008 рік)
- Орден святого рівноапостольного князя Володимира 2 ступеня (2010 рік)
- Почесний знак МВС України (2000).

### Звання
- генерал-лейтенант міліції України (2001)[8]
- генерал-полковник міліції України (2012)